# 인천삼목초등학교
인천삼목초등학교는 대한민국 인천광역시 중구에 있는 공립 초등학교이다.

## 학교 연혁
- 1946. 09. 01 영종국민학교 삼목분교장 설립
- 1953. 05. 16 운서국민학교로 이관
- 1958.         삼목국민학교로 승격
- 1991. 09. 01 운서국민학교 삼목분교로 편입
- 2002. 03. 01 폐교
- 2004. 03. 01 인천삼목초등학교 개교 (20학급 편성)
- 2004. 03. 01 초대 유우열 교장 취임
- 2005. 02. 17 제1회 졸업 (졸업생 109명)
- 2005. 03. 01 25학급 편성 (재적 859명)
- 2006. 03. 01 제2대 이신근 교장 취임
- 2007. 03. 01 장봉분교장, 인천도화초등학교에서 삼목초등학교로 통합·개편
- 2007. 03. 01 장봉분교장 5학급 (복식 3학급) 편성 (재적17명)
- 2007. 03. 01 인천광역시교육청 YP(청소년지킴이) 시범학교 운영 (~2009. 02. 28)
- 2009. 03. 01 제3대 초빙 이신근 교장 취임
- 2009. 03. 01 인천광역시교육청 교원능력활용평가 시범학교 운영
- 2009. 07. 02 교육과학기술부 영어교육 리더학교 선정
- 2009. 12. 30 인천광역시남부교육청 학교평가 최우수상 수상
- 2009. 12. 30 인천광역시교육청 학생생활지도 우수상 수상
- 2009. 12. 30 인천광역시교육청 영어교육 최우수상 수상
- 2010. 03. 01 인천광역시교육청 영어교육 시범학교 운영 (2010. 03. 01 ~ 2012. 02. 29)
- 2010. 12. 30 인천광역시교육청 창의인성교육활동 최우수상 수상
- 2011. 06. 29 인천광역시교육청 100대 교육과정 우수교 선정
- 2011. 12. 30 인천광역시남부교육지원청 창의인성 우수사례 장려상 수상
- 2012. 03. 01 제4대 공모 이신근 교장 취임
- 2012. 03. 01 2012학년도 영어교육모델 창의경영학교 운영 (2012. 03. 01~2015. 02. 28)
- 2013. 02. 15 제9회 졸업식 (졸없생명, 총
- 2013. 03. 01 40학급편성 (장봉분교 복식 3학급 편성)
- 2013. 03. 04 입학식 (본교 188명)
- 2013. 10. 22 교육부지정 영어교육모델 창의경영학교 인천광역시교육청지정 정책추진 연구학교 중간 보고회
- 2014. 02. 14 제10회 졸업식(조업생명, 총 5
- 2014. 03. 01 42학급편성(장봉분교 복식 3학급 편성)
- 2014. 03. 01 교육부지정 영어교육모델 창의경영학교 인천광역시교육청지정 정책추진연구학교 운영(2013.03.01.~2014.12.31.)
- 2014. 03. 03 입학식(본교 166명)
- 2014. 07. 01 교육부지정 2014년 창의경영학교 벤치마킹대상 우수교 선정
- 2014. 10. 21. 교육부지정 영어교육모델 창의경영학교 인천광역시교육청지정 정책추진연구학교 종결보고회
- 2015. 02. 16 제11회 졸업식(졸업생 187명)
- 2015. 03. 01 제5대 김순희 교장 취임
- 2015. 03. 01 42학급편성(장봉분교 복식 2학급 편성)
- 2015. 03. 02 입학식(본교 149명)
- 2015. 06~08 학교 환경 정비(실내도색, 층별 정수기 설치, 화단 펜스 설치 등)
- 2015. 07. 31 인천남부교육지원청 스포츠클럽축구대회 우승
- 2016. 02. 16 강당 피아노 구입
- 2016. 02. 24 특수학급 시설 확충
- 2016. 02. 17 제 12회 졸업식(졸업생 205명)
- 2016. 03. 01 42학급편성(특수학급 1학급 편성, 장봉분교 복식 2학급 편성)
- 2016. 03. 01 교육부 지정 성교육 연구학교 운영(2016.03.01.~2016.12.31.)
- 2016. 03. 02 입학식(본교 147명)
- 2016. 06. 12 학교 담장 설치
- 2016. 10. 06 외부 도장공사, 건물외벽 시계 교체
- 2016. 11. 03 성교육 연구학교 종결보고회
- 2016. 11. 25 성교육연구학교 교육부 우수사례 발표
- 2017. 02. 08 제13회 졸업식(졸업생 185명)
- 2017. 03. 01 41학급편성(장봉분교 복식 2학급 편성)
- 2017. 03. 02 입학식(본교 121명)
- 2017. 03. 02 돌봄전용교실 설치 및 운영
- 2017. 03. 16 야외게시판 환경 정비
- 2017. 04. 10 수목 보식 및 이식, 야외 학습장 벤치 설치
- 2017. 10. 16 인천교육과정 우수학교 선정
- 2017. 11. 26. 2017년 전국 학생스포츠클럽대회(풋살) 준우승
- 2018. 01~02 인천 남부 발명교육센터 구축
- 2018. 07~09 학교 냉난방 현대화 사업
- 2018. 12. 31 학교체육활성화 교육부 장관상 수상
- 2019. 03. 01 제6대 김수로 교장 취임
- 2019. 03. 01 36학급 편성(장봉분교 복식 3학급 편성)
- 2020. 01. 22 제16회 졸업식(194명, 총 졸업수 2706명)
- 2020. 03. 01 33학급 편성(장봉분교 복식 3학급 편성)
- 2020. 12. 24 제17회 졸업식(156명, 총 졸업수 2862명)
- 2021. 03. 01 33학급 편성(장봉분교 복식 3학급 편성)
- 2021. 03. 01 행복배움학교 지정 및 운영
- 2022. 01. 07 제18회 졸업식(158명, 총 졸업수 3021명)
- 2022. 03. 01 제7대 이항녕 교장 취임
- 2022. 03. 01 33학급 편성운영(특수2학급포함), 장봉분교 3학급운영
- 2022. 05. 26 교내 과속방지턱 및 보차도 분리펜스 설치
- 2022. 06. 10. 장봉분교 옥상방수공사
- 2022. 07. 22 1학년 교실개선사업 공사
- 2022. 09. 03 외벽 방수 및 코킹 공사 실시
- 2022. 12. 02 외벽 인방 보수공사
- 2022. 12. 30 엘리베이터 교체 설치
- 2023. 01. 06 제19회 졸업식(졸업생 본교 131명, 장봉분교 2명, 총 133명)
- 2023. 03. 01 본교 30학급 편성운영(특수2학급포함), 장봉분교 3학급운영
- 2023. 03. 25 남부교육지원청과 함께하는 마을장독대 체험학교 운영
- 2023. 05. 20 정문 차단기 설치
- 2023. 06. 08 독서카페 개관식
- 2023. 06. 24 장애인 점자블록 설치
- 2023. 07. 31 운동장 배수로 덮개 교체 및 전기차 충전시설 설치
- 2023. 08. 30 1층 중앙현관 디지털 갤러리 구축
- 2023. 09. 01 장봉분교 어린왕자 조형물 및 해바라기 벤치 설치
- 2023. 09. 07 장봉분교 무인경비시설 및 CCTV교체
- 2023. 10. 07 읽걷쓰 3대 축제(한글날 기념 시교육청 행사 부스 참여)
- 2023. 11. 24 2024학년도 경인교육대학교 교육실습협력학교 선정
- 2024. 01. 05 제 20회 졸업식(졸업생 본교 151명, 장봉분교 1명, 총 152명)
- 2024. 03. 01 27학급 편성운영(특수2학급포함), 장봉분교 3학급운영